# Савин (гмина)
Савин (пол. Sawin) — сельская гмина (волость) в Польше, входит как административная единица в Хелмский повет, Люблинское воеводство. Население — 5698 человек (на 2004 год).

## Соседние гмины
1. Гмина Хелм
2. Гмина Ханьск
3. Гмина Руда-Хута
4. Гмина Вежбица
5. Гмина Воля-Ухруска